# HKUD Sveta Barbara, Vrdnik
Hrvatsko kulturno-umjetničko društvo „Sveta Barbara“ - Vrdnik je kulturno-umjetničko društvo Hrvata iz srijemskog sela Vrdnika, AP Vojvodina, Srbija. Osnovano je radi očuvanja tradicije Hrvata u Srijemu. 

## Povijest
Društvo je izraslo iz Udruženja rudara Vrdnik, koje je osnovano 1999. godine. S obzirom na to da su 80 posto vrdničkih rudara bili Hrvati i Slovenci, javila se jednom potreba koja je sazrela tijekom vremena o potrebi nacionalnog predznaka u nazivu društva.
Osnivačka skupština održala se 17. kolovoza 2009. u vrdničkom restoranu »Mimoza«. Sudjelovalo je dvadesetak članova-osnivača. Nazočili su gosti iz Rume, Novog Sada i Hrtkovaca, kao i predstavnici Generalnog konzulata Republike Hrvatske u Subotici – Ljerka Alajbeg i Anto Franjić. Za predsjednika udruge izabran je Ivan Karačić, prometni inženjer iz Vrdnika. Sjedište udruge je u Ulica 26. oktobra 49 u Vrdniku. Udruga nije bila odmah službeno registrirana, jer je tad bilo u procesu stupanje na snagu novog Zakona o udrugama. Stoga je u početeku društvo više funkcioniralo kao zavičajni klub i bavilo se istraživanjem povijesti, sadašnjosti i znamenitih Hrvata iz ovoga kraja. Sjedište je u početku bilo u jednoj privatnoj kući, a u vrijeme osnivanja bilo je renoviranje prostorija u tijeku.

## Aktivnosti
HKUD se nazvao po zaštitnici rudara sv. Barbari, jer je mnogo vrdničkih Hrvata podrijetlom iz rudarskih obitelji koji su radili u mjesnom u rudniku mrkoga ugljena. Cilj HKUD-a je bolje povezati se s ostalim hrvatskim udrugama u Srijemu i u ostatku Vojvodine, u rad društva uključiti što više mjesnih Hrvata te raditi na stvaranju baze podataka da bi se došlo do podatka o stvarnom broju Hrvata u ovom dijelu Vojvodine. Zbog toga osnivači animiraju ljude i pripremaju se za izbor za Hrvatsko nacionalno vijeće. Prave i bazu podataka svih ovdašnjih Hrvata gospodarstvenika i ostvarivanje kontakta s gospodarskim subjektima iz Hrvatske koji imaju predstavništva u Srbiji, a radi rješavanja ekonomskih problema sugrađana iz Vrdnika čime bi se utjecalo na poboljšanje života i opstanak Hrvata na tim prostorima. Članovi društva aktivni su na športskom planu unutar hrvatske zajednice. Glavni događaj društva je obilježavanje blagdana Svete Barbare.